# Kis Tükör (folyóirat)
Kis Tükör – református családi lap. 1893 és 1907 közt Budapesten, ill. Kolozsvárt, majd folytatólagos évfolyamszámozással 1926. február 20. és 1933. december 23. közt ugyancsak Kolozsvárt, Kecskeméthy István szerkesztésében jelent meg. Munkatársai közé tartozott Szabolcska Mihály, Móricz Miklós, Visky Ferenc, de gyakran az is előfordult, hogy a szerkesztő maga írta meg az egész lapszámot, mintegy egyszemélyes folyóiratként. Nem réteglap volt a Kis Tükör, széles közönségnek szánta szerkesztője. 1918-28 közt főleg e lapban  publikált K. Tompa Artúr gazdasági írásokat.